# Llista de peixos del riu Vístula

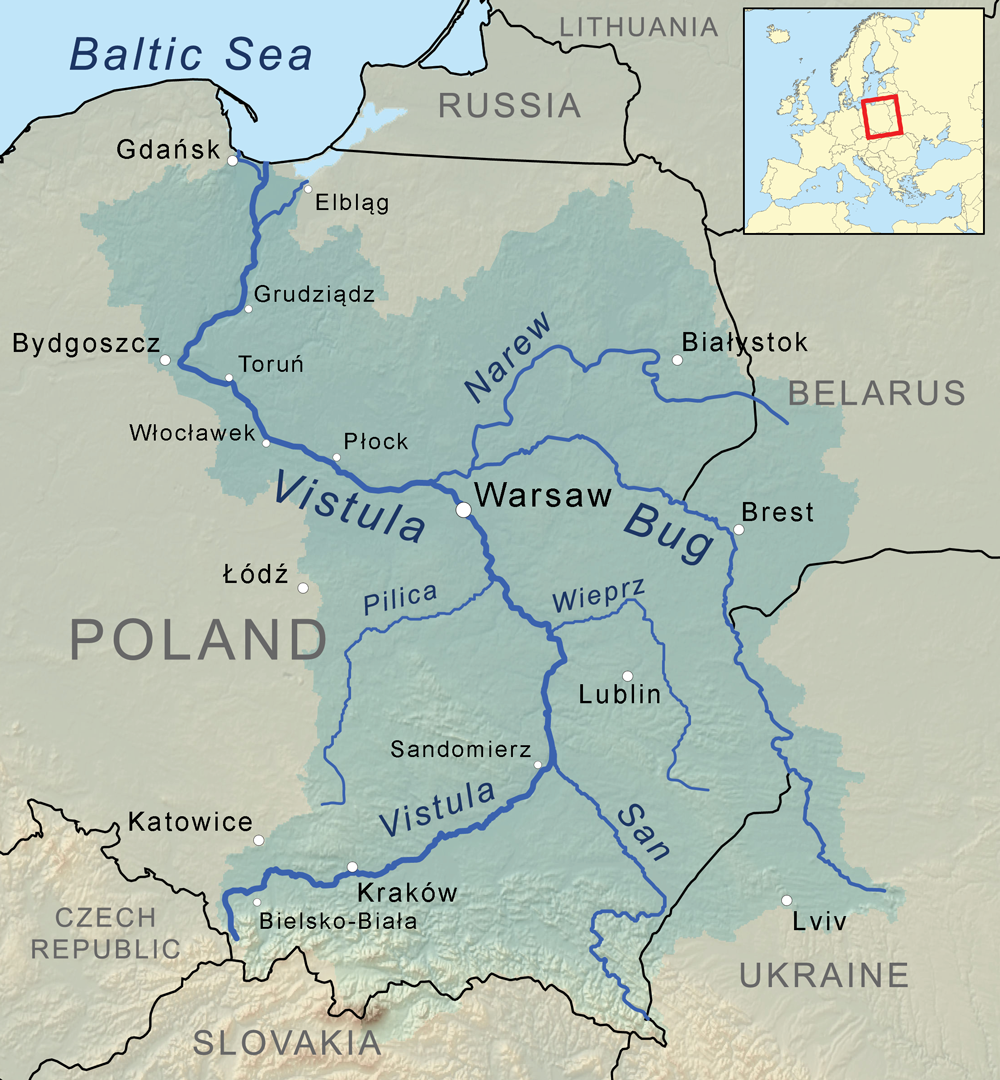
Conca del Vístula a Polònia, Belarús i Ucraïna

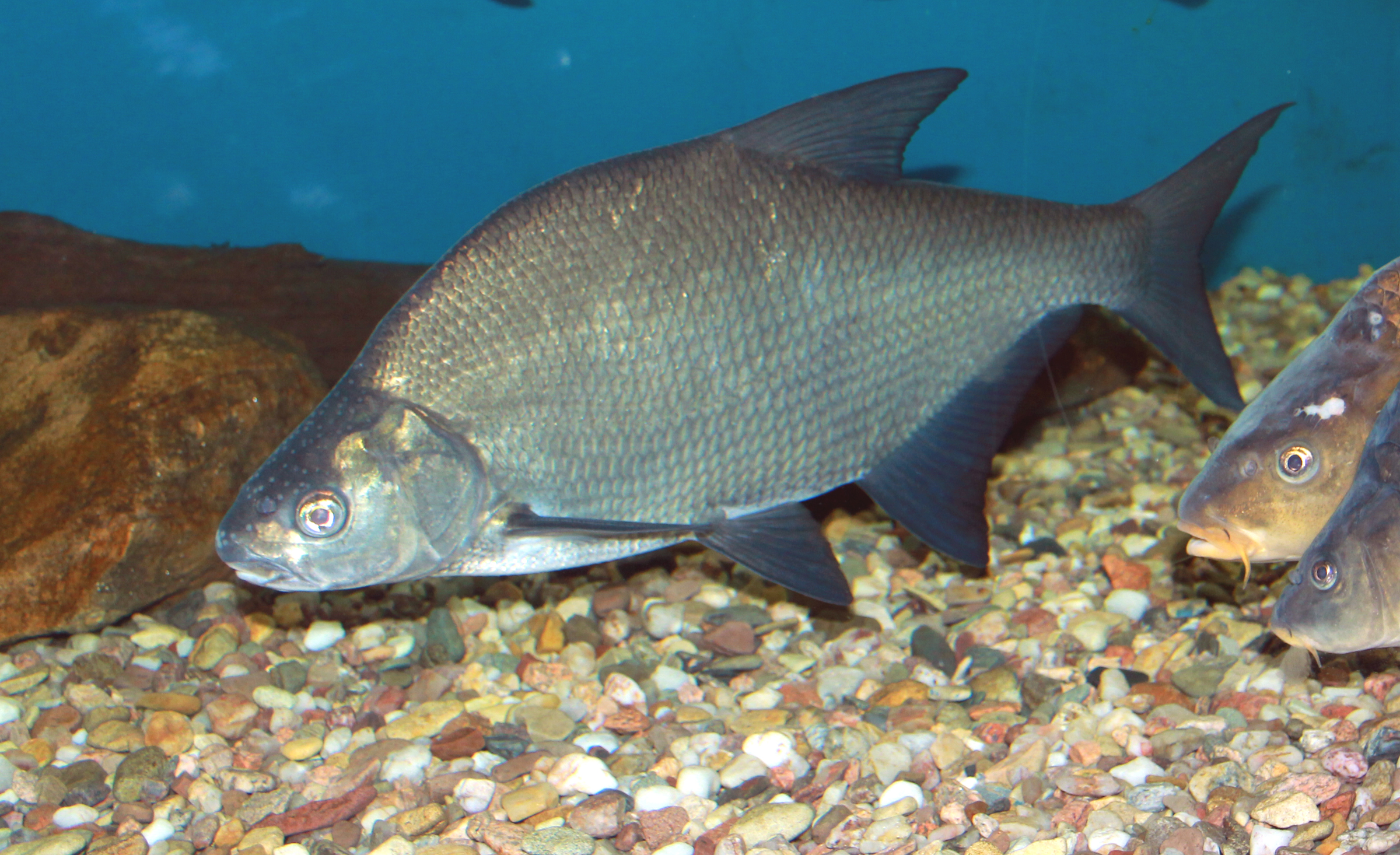
Brema (Abramis brama)

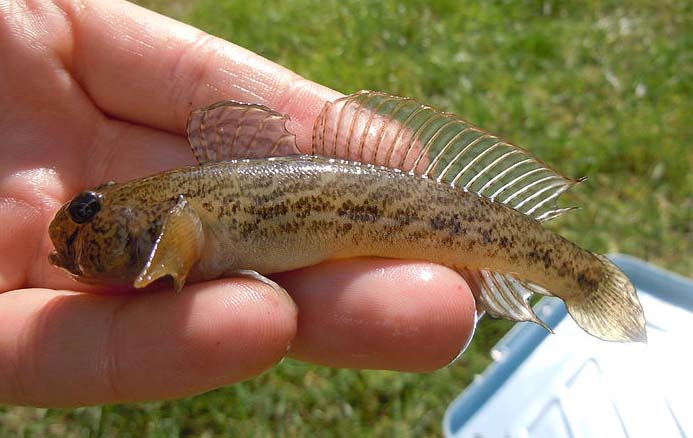
Babka gymnotrachelus

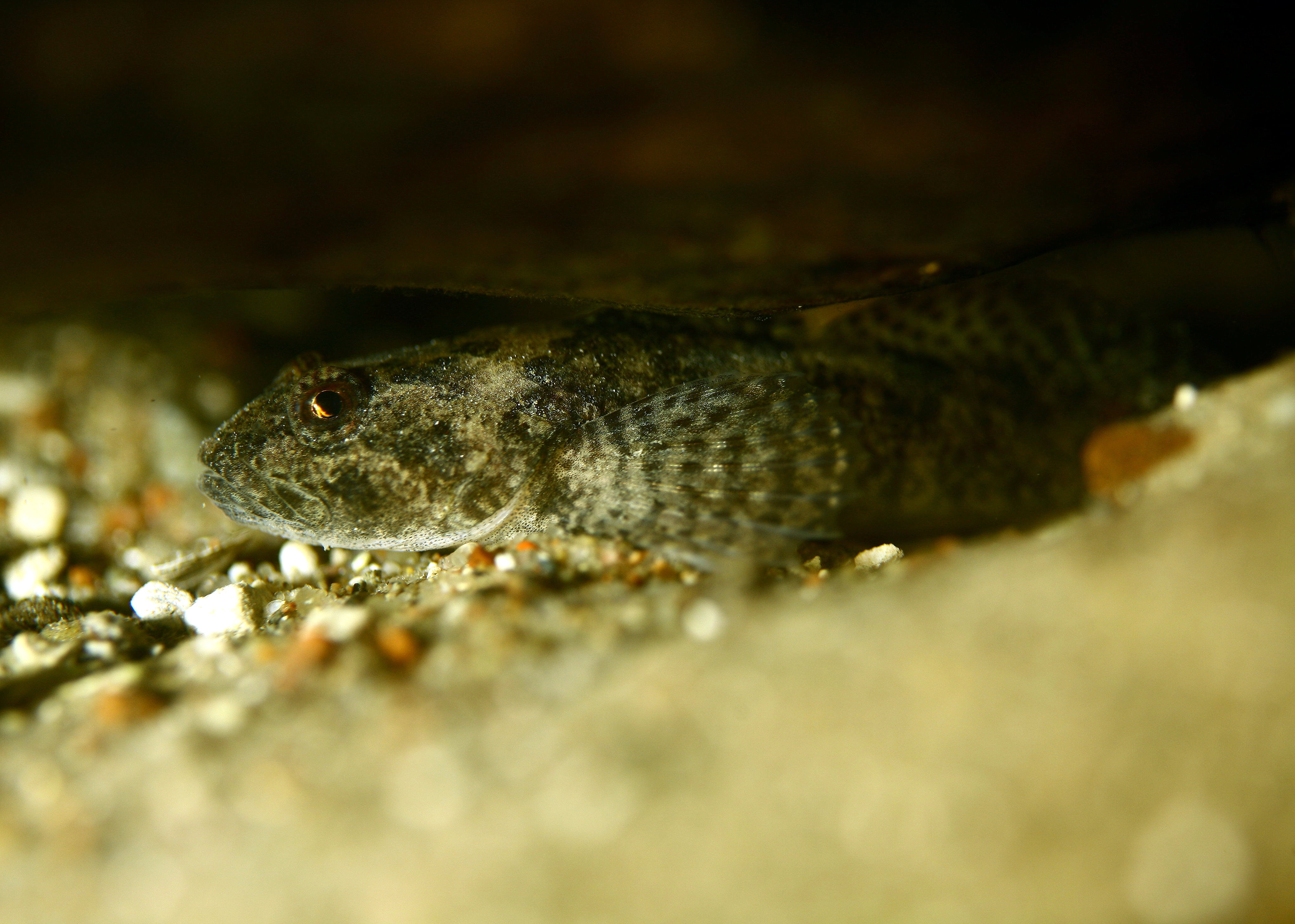
Cottus poecilopus

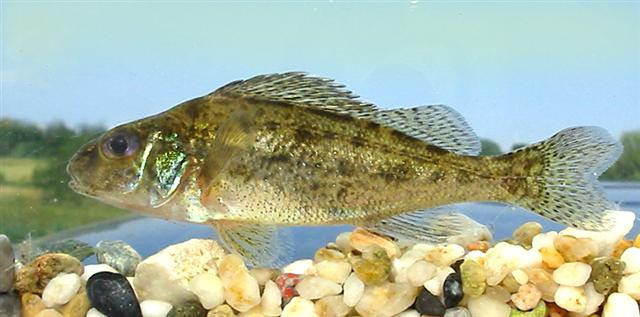
Gymnocephalus cernua

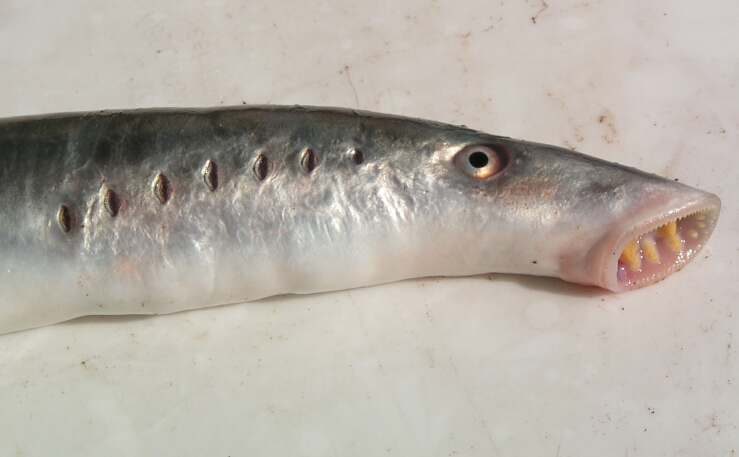
Llamprea de riu (Lampetra fluviatilis)

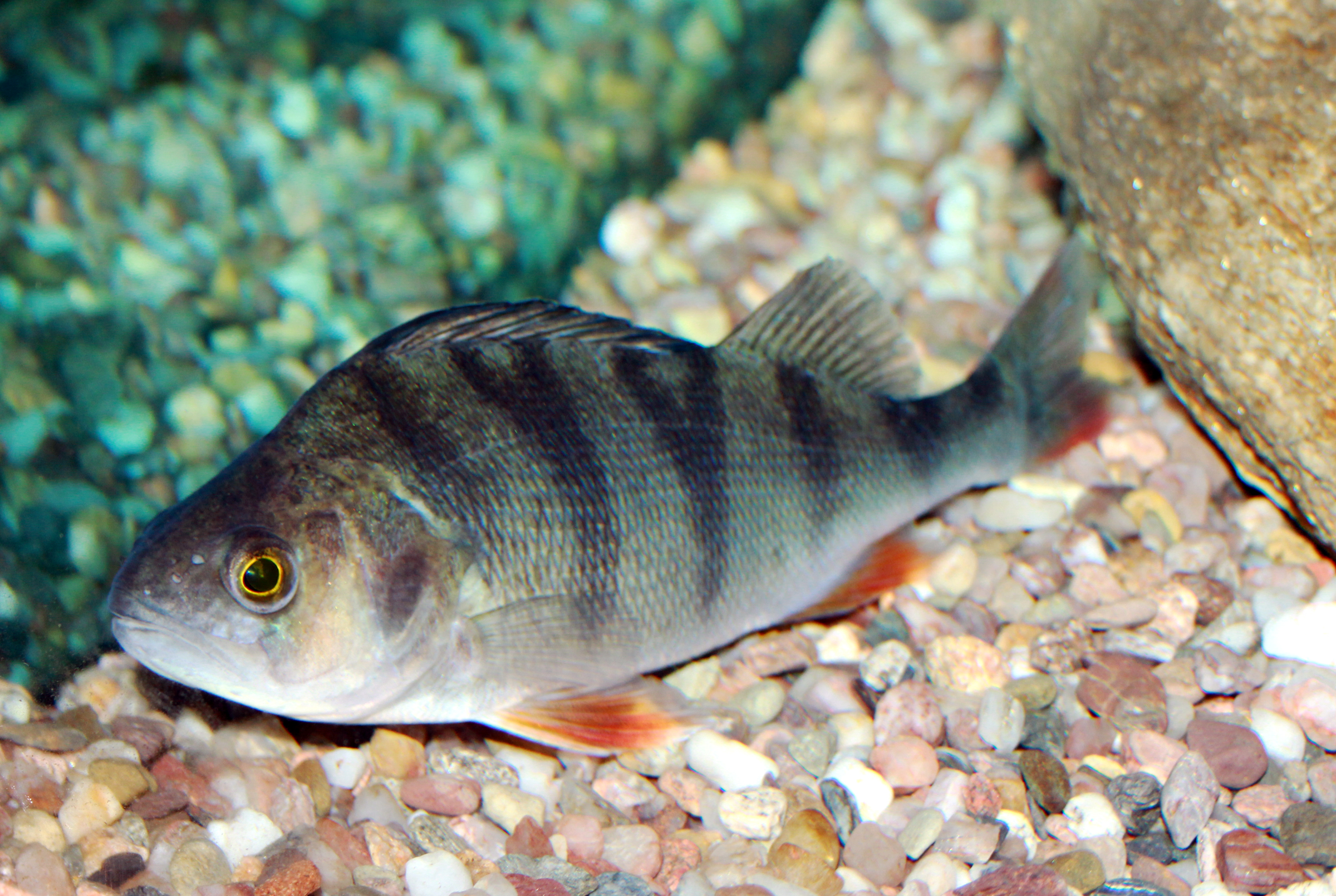
Perca de riu (Perca fluviatilis)

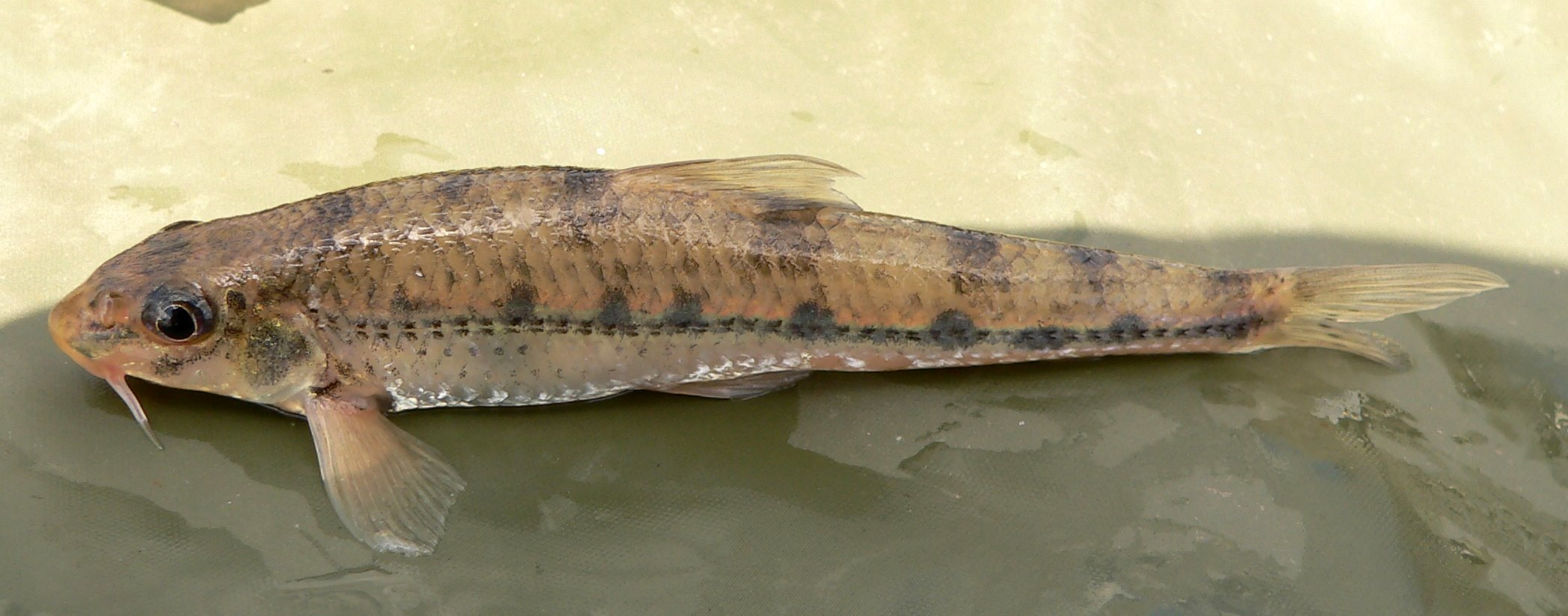
Romanogobio belingi

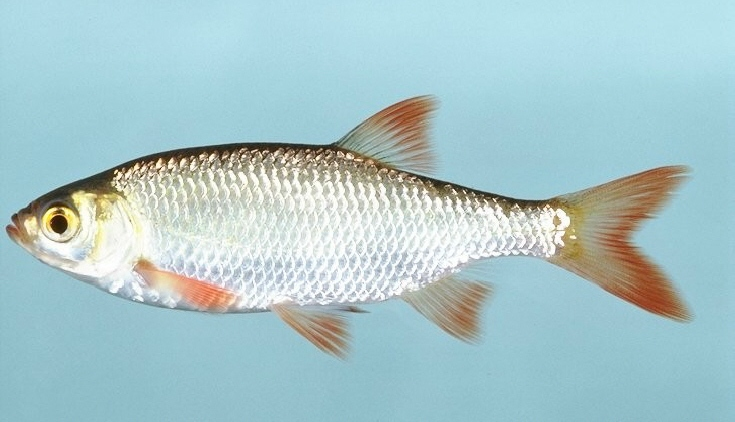
Gardí (Scardinius erythrophthalmus)

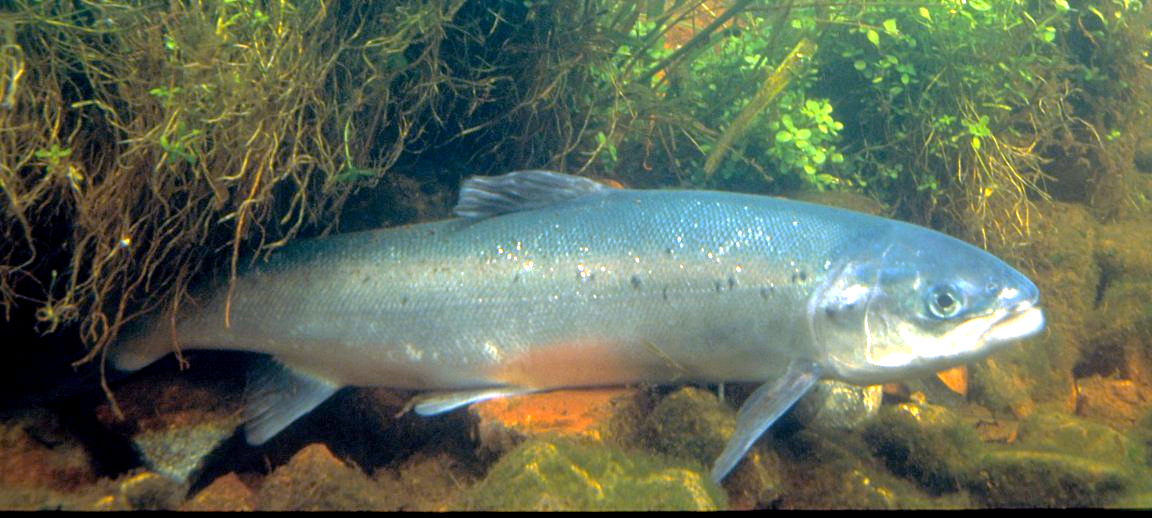
Salmó europeu (Salmo salar)

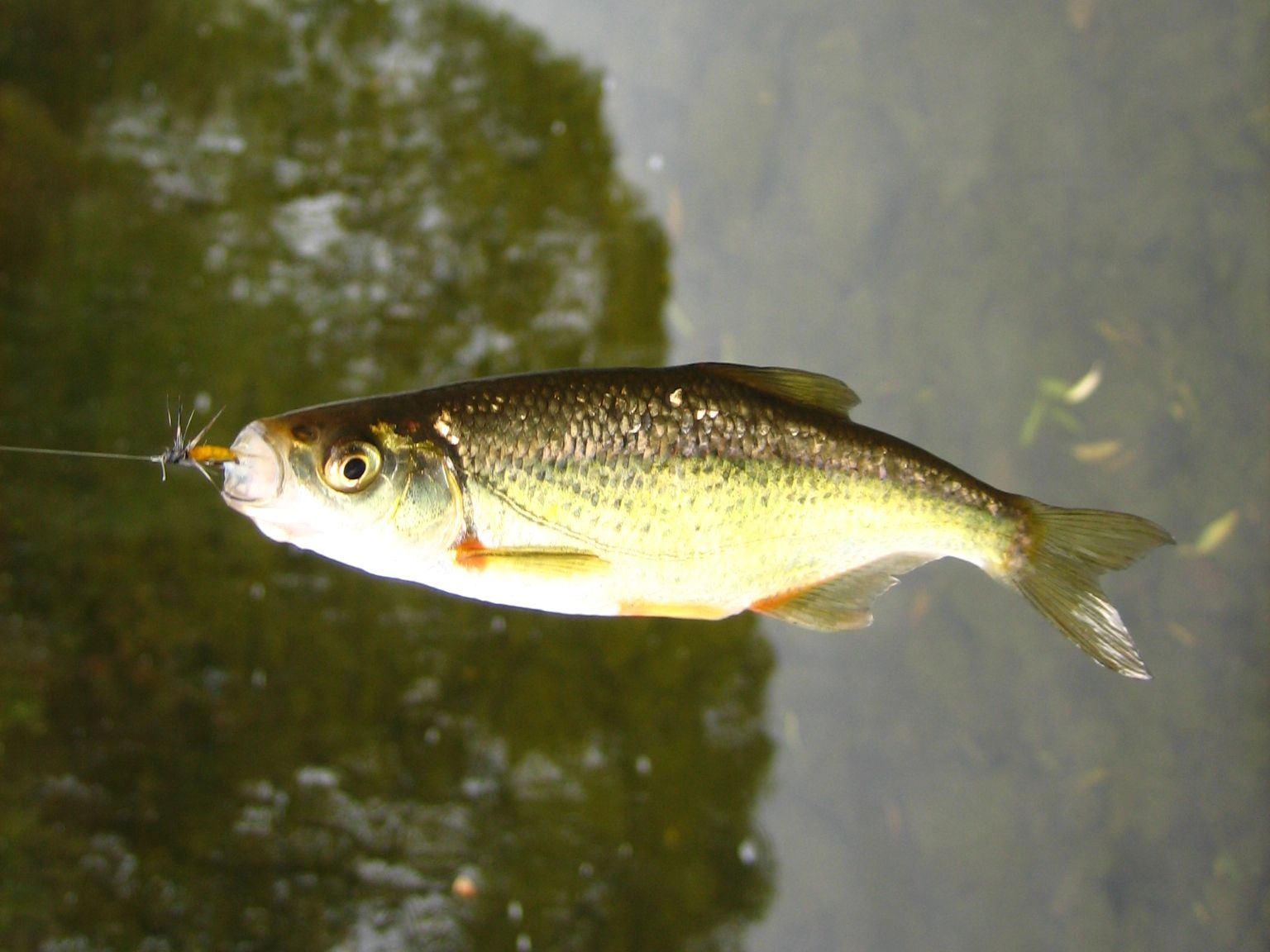
Alburnoides bipunctatus

Aquesta llista de peixos del riu Vístula -incompleta- inclou 62 espècies de peixos que es poden trobar al riu Vístula ordenades per l'ordre alfabètic de llur nom científic.

## A
- Abramis brama
- Alburnoides bipunctatus
- Alburnus alburnus
- Alosa alosa
- Alosa fallax
- Ameiurus nebulosus
- Anguilla anguilla

## B
- Babka gymnotrachelus
- Ballerus ballerus
- Ballerus sapa[1]
- Barbatula barbatula
- Barbus barbus
- Barbus carpathicus
- Barbus waleckii
- Blicca bjoerkna

## C
- Carassius carassius
- Carassius gibelio
- Chondrostoma nasus
- Cobitis taenia
- Cobitis tanaitica
- Coregonus albula
- Coregonus maraena
- Cottus microstomus
- Cottus poecilopus

## E
- Esox lucius
- Eudontomyzon mariae

## G
- Gasterosteus aculeatus
- Gobio gobio
- Gymnocephalus cernua

## L
- Lampetra fluviatilis
- Lampetra planeri
- Leucaspius delineatus
- Leuciscus aspius
- Leuciscus idus
- Leuciscus leuciscus
- Lota lota

## M
- Misgurnus fossilis

## N
- Neogobius fluviatilis
- Neogobius melanostomus

## O
- Osmerus eperlanus

## P
- Pelecus cultratus
- Perca fluviatilis
- Petromyzon marinus
- Phoxinus phoxinus
- Platichthys flesus
- Proterorhinus marmoratus
- Pungitius pungitius

## R
- Rhodeus amarus
- Rhynchocypris percnurus
- Romanogobio belingi
- Romanogobio kesslerii
- Rutilus rutilus

## S
- Sabanejewia baltica
- Salmo salar
- Salmo trutta
- Sander lucioperca
- Scardinius erythrophthalmus
- Silurus glanis
- Squalius cephalus

## T
- Thymallus thymallus
- Tinca tinca

## V
- Vimba vimba[2]